# Эвальд, Герман Фредерик
Герман Фредерик Эвальд (дат. Herman Frederik Ewald; 13 декабря 1821 — 29 апреля 1908) — датский писатель, автор исторических романов.

## Биография
Родился 13 декабря 1821 года в семье генерал-майора Карла Эвальда (1789—1866), внук Иоганна Эвальда.
В 1841 году стал студентом Академии в Сорё, где получил степень по философии. В течение короткого времени изучил право, но деятельность в этой фере его не привлекла и он решил стать фермером - вероятно, не по реальной реальной склонности к этому делу, сколько по желанию жить среди природы. Сначала он арендовал хозяйство Gersdorffslund  (датск.) в Центральной Ютландии (коммуна Оддер), но через несколько лет он отказался от него. Затем, получив диплом агронома, он поселился на маленькой ферме в Граме в Северном Шлезвиге. Здесь он 14 июня 1855 года женился на Каролине Оэст
В 1864 году вернулся в Данию, сначала в Хельсингёр; затем переехал в Фредериксборг; с 1874 года семья Эвальдов жила в Копенгагене.
В школьные годы Эвальд писал стихи, но только в 1860 году опубликовал первый свой роман, анонимно — «Valdemar Krones Ungdomshistorie» «Молодость Вальдемара Кронеса». Его дебютное произведение оказалось  превосходной работой. Вскоре появились его следующие крупные романы, «Familien Nordby» (1862) и «Johannes Falk» (1865), вполне оправдавшие надежды, возбуждённые первым произведением. В первом из них были показаны картины 50-х годов, во втором — период религиозного возрождения 30-х годов. В этих работах проявился его зрелый и ясный ум, большая наблюдательность и житейская опытность, мастерство характеристики, свежесть и национальный колорит. Недостаток лиризма объясняется сравнительно поздним выступлением на литературное поприще, а некоторая пространность повествования — свойственной Эвальду добросовестностью и основательностью, заставлявшей его уделять одинаковое внимание всем действующим лицам и их противоположным мировоззрениям.
Продолжительное пребывание в богатом памятниками старины Хельсингёре навело Эвальда на мысль об издании целого ряда исторических романов, которые имели крупный успех. Крепость Кронборг дала творческой фантазии Эвальда такой же толчок, как парижский собор Богоматери — Виктору Гюго. Сначала были написаны «Шведы в Кронборге» (1867). Затем последовали «Шотландская женщина в Тьэле» (1871), «Кнуд Гюльденстьерне» (1875), «Нильс Браге» (1877), «Анна Гарденберг» (1880), «Поход Вальдемара» (1884), «Прислужницы королевы» (1885), «Нильс Эббесен» (1886) и «Гриффенфельд» (1888).
В одном из писем во время подготовительной работы к своему второму  историческому роману он писал:

Наскоро собранных сведений недостаточно; душа должна проникнуться духом минувшего времени, а это происходит медленно, как камень долбится каплями. Фантазия должна питаться историческими данными, более всего — живыми народными преданиями, затем письмами и вообще подлинными документами и другими памятниками минувшего, как сохраняемыми в музеях, так и в лоне самой природы. Я уже дважды посещал местность, где происходит действие этого моего романа, и жил там. <…> От долгого изучения их как-то цепенеешь; приходится немало поработать, чтобы освободиться от такого состояния и оказаться в состоянии извлечь аромат из данной флоры, а не дать целый воз сухих стеблей и листов.

В области общественно-бытового романа Эвальд написал крупные романы «Агата» (1873), «Бланка» (1878) и «Георг Рейнфельд» (1881) и немало мелких повестей и рассказов.
Эвальд был одним из самых читаемых писателей Дании. Считалось, что Эвальд способен создавать иллюзию времени, но его стиль иногда воспринимался как холодный и сухой. Почти все его романы выдержали по нескольку изданий; некоторые были переведены на шведский, английский и немецкий языки.
Жена, Юлия Каролина. Их сыновья: Фёдор (1874—1923) — поэт; Карл (1856—1908) — сатирик и сказочник.